# عميقه السفلى (حبيش)

تعديل مصدري - تعديل

عميقه السفلى محلة تابعة لقرية عميقة، التابعة لعزلة السلق بمديرية حبيش إحدى مديريات محافظة إب في الجمهورية اليمنية، بلغ تعداد سكانها 84 حسب تعداد اليمن لعام 2004.